# Svarttjärnen (Tuna socken, Medelpad)
Svarttjärnen är en sjö i Sundsvalls kommun i Medelpad och ingår i Ljungans huvudavrinningsområde. Sjön är 11,6 meter djup, har en yta på 0,04 kvadratkilometer och befinner sig 256 meter över havet.